# جارد دایموند
جرد میسون دایموند (به انگلیسی: Jared Mason Diamond) (زاده ۱۰ سپتامبر ۱۹۳۷) دانشمند و نویسنده آمریکایی است. او در حال حاضر استاد جغرافیا و فیزیولوژی در دانشگاه کالیفرنیا، لس‌آنجلس است. او را بیشتر به عنوان نویسندهٔ کتاب‌های علمی عامه همچون سومین شامپانزه ; اسلحه، میکروب و فولاد و فروپاشی و آشوب (۲۰۱۹) می‌شناسند. کتاب آشوب در سال ۱۳۹۸ توسط نشر طرح نو به فارسی چاپ شده‌است.

## زندگی‌نامه
دایموند در بوستون، ماساچوست، در خانواده‌ای یهودی لهستانی متولد شد. پدر او پزشک و مادرش معلم، موسیقیدان و زبانشناس بود. او درجه لیسانس خود را از دانشگاه هاروارد در سال ۱۹۵۸ و دکترای خود را در فیزیولوژی و بیوفیزیک غشاء از دانشگاه کمبریج در سال ۱۹۶۱ اخذ کرد.
پس از فارغ‌التحصیلی از کمبریج، او به عنوان محقق خرد به دانشگاه هاروارد بازگشت و تا ۱۹۶۵ در همانجا ماند. در سال ۱۹۶۸، استاد فیزیولوژی در دانشکده پزشکی UCLA شد. در دهه سوم زندگی، او به مطالعه پرنده‌های گینه نو پرداخت و از آن زمان انجام طرحهای پژوهشی متعددی در گینه نو و جزایر مجاور انجام داده‌است. در پنجاه سالگی، دایموند به تدریج به تحقیقات جدیدی در رشته تاریخ محیط زیست روی آورد و به سرانجام به عنوان استاد جغرافیا در UCLA، شغل فعلی‌اش، مشغول شد. او در سال ۱۹۹۹، مدال ملی دانش را کسب کرد و در ۲۰۰۹ دکترای افتخاری دانشکده ایالتی Westfield را دریافت کرد. دایموند در زمینه زبانشناسی نیز فعال است.

## آثار
علاوه بر آثار علمی و مقالات در زمینه‌های محیط زیست (بوم‌شناسی) و پرنده‌شناسی، دایموند نویسندهٔ چندین کتاب علمی رایج (عام) است که به سبب کاربرد انواع رشته‌ها، اغلب فرای آنچه او رسماً تحصیل کرده‌است، شناخته می‌شوند.
اولین کتاب او سومین شامپانزه (۱۹۹۱)، تکامل انسان و ارتباط آن با دنیای مدرن را بررسی کرده و از انسان‌شناسی، زیست‌شناسی تکاملی، ژنتیک، بوم‌شناسی، و زبان شناسی الهام گرفته‌است. این کتاب با استقبال خوبی توسط منتقدان روبه رو شده و برنده جایزه Rhone-Poulenc در زمینه کتب علمی و جایزه کتاب لس آنجلس تایمز شده‌است. در سال ۱۹۹۷، او کتاب دومش به نام  چرا رابطه جنسی لذت بخش است؟ را در باب تمایلات جنسی انسان و باز با الهام از مردم‌شناسی، بوم‌شناسی و زیست‌شناسی تکاملی به تحریر درآورد.
سومین و شناخته شده‌ترین کتاب او (اسلحه، میکروب و فولاد)، در سال ۱۹۹۷ منتشر شد. در این کتاب، دایموند به دنبال توضیح سلطه‌ی مردمان ساکن اوراسیا در طول تاریخ بر مردمان دیگر مناطق جهان است. با استفاده از شواهدی از بوم‌شناسی، باستان‌شناسی، ژنتیک، زبانشناسی و مطالعات موردی مختلف تاریخی، او استدلال می‌کند که شکاف در قدرت و فناوری بین جوامع بشری انعکاسی از تفاوت نژادی یا فرهنگی نیست، بلکه سرچشمه تفاوت در تفاوت خصوصیات محیط زیستی (جغرافیایی) است که توسط یک پروسه بازخورد مثبت تقویت می‌شود. در نتیجه، جغرافیای اوراسیا مزیتی ذاتی به نژادهای مختلط اروپایی و آسیایی نسبت به جوامع قاره‌های دیگر داده‌است که این امر آن‌ها را قادر به تسلط یا تسخیر سرزمین‌های دیگر کرده‌است. اگرچه برخی نمونه‌های خاص در این کتاب، و جبر جغرافیایی منسوب به آن، مورد انتقاد واقع شده‌اند، این کتاب پر فروشترین کتاب شده‌است و جوایز متعددی از جمله پولیتزر در کتب علمی، Aventis برای کتب علمی، و جایزه فی بتا کاپا در علوم را دریافت کرده‌است. انجمن جغرافیای ملی نیز یک مستند تلویزیونی بر اساس این کتاب در سال ۲۰۰۵ تولید کرده‌است.
تازه‌ترین کتاب دایموند، سقوط، به بررسی طیف وسیعی از تمدن‌های گذشته در تلاش برای شناسایی چرایی سقوط یا توفیق آن‌ها می‌پردازد و آنچه را جوامع معاصر می‌توانند از این نمونه‌های تاریخی فرا بگیرند بررسی می‌کنند. در این کتاب جوامع قدیمی نورس (وایکینگ‌ها) و اسکیموها از گرینلند، مایا، آناسازی، مردم بومی راپا نویی (جزیره ایستر)، ژاپن، هاییتی، جمهوری دومینیکن، و ایالت مونتانای امروزی مورد بررسی قرار می‌گیرند.

## برگزیده انتشارات

### کتاب‌ها
- ۱۹۷۲ پرندگان ارتفاعات شرق گینه نو، انتشارات پرنده‌شناسی باشگاه Nuttall، شماره ۱۲، کمبریج، ماساچوست، ص ۴۳۸.
- ۱۹۷۵ اکولوژی و تکامل جوامع (با م. کدی). انتشارات Belknap، انتشارات دانشگاه هاروارد، کمبریج، Mass.
- ۱۹۷۹ پرندگان جزایر Karkar و Bagabag، گینه جدید.  (با لکوری م) Bull. Amer. Mus. Nat. Hist. ۱۶۴:۴۶۹–۵۳۱
- ۱۹۸۴ پرندگان جزایر Rennell و Bellona.  تاریخ طبیعی Rennell جزایر، جزایر سلیمان بریتانیا ۸:۱۲۷–۱۶۸
- ۱۹۸۶ اکولوژی جامعه.  (با ت کیس)، هارپر و رو، نیویورک
- ۱۹۸۶ پرندگان گینه جدید.  (با B. Beehler, T. Pratt, D. Zimmerman, H. Bell, B. Finch, and J. Coe) انتشارات دانشگاه پرینستون، پرینستون
- ۱۹۹۲ سومین شامپانزه: تکامل و آینده انسان جانور، شابک ۰-۰۶۰-۹۸۴۰۳-۱
- ۱۹۹۷ چرا رابطه جنسی لذت بخش است؟ تکامل جنسی بشر، شابک ۰-۴۶۵-۰۳۱۲۷-۷
- ۱۹۹۷ اسلحه، میکروب و فولاد: سرنوشت جوامع انسانی.  دبلیو دبلیو نورتون و شرکت شابک ۰-۳۹۳-۰۶۱۳۱-۰
- ۲۰۰۱ پرندگان شمال ملانزی: تشکیل انواع، محیط زیست، و جغرافیای حیاتی (مایر با ارنست)، شابک ۰-۱۹۵-۱۴۱۷۰-۹
- ۲۰۰۵ سقوط(فروپاشی): چگونه جوامع انتخاب به توفیق یا شکست کردند. نیویورک: کتاب‌های وایکینگ. شابک ۱-۵۸۶-۶۳۸۶۳-۷.
- ۲۰۰۶ انتشار مجدد سومین شامپانزه: تکامل و آینده انسان جانور. نیویورک: هارپر کالینز. شابک ۰-۰۶۰-۸۴۵۵۰-۳.
- ۲۰۱۰ آزمایش طبیعی در تاریخ (با جیمز رابینسون). شابک ۰۶۷۴۰۳۵۵۷۷ شابک ۹۷۸–۰۶۷۴۰۳۵۵۷۷
- ۲۰۱۲ دنیا تا دیروز: آنچه از جوامع سنتی می‌آموزیم.
- ۲۰۱۹ آشوب: نقاط عطف برای کشورهای بحران زده.

### مقالات
- زیست جغرافی جزیره و طراحی مخازن طبیعی (۱۹۷۶)، رابرت ام مه در کن اکولوژی نظری: اصول و کاربردها، انتشارات بلک ول علمی، ص ۱۶۳–۱۸۶.
- تفاوت‌های قومی.  تنوع در اندازه بیضه بشر.  (آوریل ۱۹۸۶) طبیعت ۳۲۰ (۶۰۶۲):۴۸۸–۴۸۹ PubMed.
- بدترین اشتباه در تاریخ نژاد بشر (مه ۱۹۸۷) کشف صفحات ۶۴–۶۶
- نفرین و برکت از گتو (مارس ۱۹۹۱) کشف، ص ۶۰–۶۶
- مسابقه بدون رنگ (نوامبر ۱۹۹۴) کشف
- نفرین QWERTY (آوریل ۱۹۹۷) کشف
- خویشاوندی با ستاره (مه ۱۹۹۷) کشف
- ریشه‌های ژاپنی (ژوئن ۱۹۹۸) کشف
- فاکتور مصرف شما چه بود؟ (۲۰۰۸ ژانویه ۲) نیویورک تایمز
- انتقام خودمان است (آوریل ۲۰۰۸) نیویورک

## انجمن
- هیئت تحریریه مجله شکاک  (سکپتیک)، نشر انجمن بورس
- عضو، مجمع فیلسوفان آمریکا
- عضو، آکادمی آمریکایی هنر و علوم
- عضو، آکادمی ملی علوم
- مدیر منطقه‌ای ایالات متحده در صندوق جهانی طبیعت (صندوق جهانی حیات وحش / صندوق جهانی حیات وحش)

## جوایز و افتخارات
- ۱۹۶۱–۱۹۶۵ جایزه فلوشیپ در فیزیولوژی، دانشکده ترینیتی، کیمبریج، انگلستان
- ۱۹۶۸–۱۹۷۱ جایزه دانشکده پزشکی Lederle
- ۱۹۷۲ جایزه ممتاز آموزش، UCLA کلاس پزشکی
- ۱۹۷۳ جایزه ممتاز آموزش، UCLA کلاس پزشکی
- ۱۹۷۵ جایزه دستاورد برجسته انجمن آمریکایی Gastroenterological
- ۱۹۷۶ Permanente Kaiser / جایزه سیب طلایی آموزش
- ۱۹۷۶ جایزه Bowditch Nathaniel، جامعه فیزیولوژیکی آمریکا
- ۱۹۷۸ شخصیت منتخب، اتحادیه پرنده شناسان آمریکا
- ۱۹۷۹ جایزه فرانکلین بورر، انجمن جغرافیای ملی
- ۱۹۸۵ جایزه «نبوغ» بنیاد مک آرتور
- ۱۹۸۹ مدال آرکی کار
- ۱۹۹۰ شخصیت برجسته بنیاد مک آرتور
- ۱۹۹۲ تنیر استاد دانشگاه یوتا
- ۱۹۹۲ جایزه رون-پولاک برای کتاب علمی برای شامپانزه سوم[۴]
- ۱۹۹۲ جایزه کتاب علمی لس آنجلس تایمز[۵]
- ۱۹۹۳ مدال جانورشناسی از انجمن حفاظت سان دیگو
- ۱۹۹۴ جامعه شکاکین، جایزه Randi
- ۱۹۹۵ دکتر افتخاری ادبیات، دانشگاه Sejong، کره
- ۱۹۹۶ مربی پژوهشی دانشکده UCLA
- ۱۹۹۷ جایزه علمی «فی بتا کاپا» برای کتاب اسلحه، میکروب و فولاد
- ۱۹۹۸ جایزه پولیتزر برای اسلحه، میکروب و فولاد
- ۱۹۹۸ جوایز کتاب کالیفرنیا، مدال طلا در نوشته‌های غیر داستانی برای اسلحه، میکروب و فولاد
- ۱۹۹۸ جایزه کتاب علمی Aventis برای اسلحه، میکروب و فولاد[۴]
- ۱۹۹۸ جایزه بین‌المللی کیهان‌شناسی[۱]
- ۱۹۹۹ جایزه ادبی Lannan برای کتابهای غیر داستانی
- ۱۹۹۹ نشان ملی علوم زیستی
- ۲۰۰۱ جایزه تایلر برای دستاوردهای محیط زیستی
- ۲۰۰۲ جایزه لوئیس توماس برای نوشتن در مورد علم
- ۲۰۰۶ جایزه انجمن سلطنتی علوم برای کتاب سقوط[۴]
- ۲۰۰۶ جایزه Dickson در علوم
- ۲۰۰۸ دکترای افتخاری از دانشگاه کاتولیک لون، بلژیک